# Gnadochaeta neomexicana
Gnadochaeta neomexicana là một loài ruồi trong họ Tachinidae.